# Käthe von Nagy
Ekaterina Nagy von Cziser, bedre kendt under hendes kunstnernavn Käthe von Nagy (født 4. april 1904, død 20. december 1973) var en ungarsk skuespiller, model, danser og sanger, som arbejdede med tysk og fransk filmkunst.